# Hiroshi Kajiyama (illustrateur)
Pour les articles homonymes, voir Hiroshi Kajiyama.
Hiroshi Kajiyama (梶山浩), mort le 14 juillet 2018, est un illustrateur et character designer japonais connu notamment pour son travail réalisé sur les séries Shining et Golden Sun.

## Biographie
Hiroshi Kajiyama a commencé à travailler dans les années 1990 pour l'industrie du jeu vidéo. Il a fait carrière au sein de la société de développement Camelot Software Planning.
Il est décédé le 14 juillet 2018,

## Ludographie
He also worked on Dragon Master Silk before that
- Shining Force Gaiden (Sega, 1992)
- Shining Force Gaiden II (Sega, 1993)
- Shining Force CD (Sega, 1994)
- Shining Force Gaiden: Final Conflict (Sega, 1995)
- Shining Wisdom (Sega, 1995)
- Shining the Holy Ark (Sega, 1996)
- Shining Force III: Scenario 1 (Sega, 1997)
- Shining Force III: Scenario 2 (Sega, 1998)
- Shining Force III: Scenario 3 (Sega, 1998)
- Shining Force III: Premium Disc (Sega, 1998)
- Golden Sun (Nintendo, 2001)
- Golden Sun : L'Âge perdu (Nintendo, 2002)

## Mangas
- 2007 : Dual Soul One Body
- 2017 : Curse Blood

## Anime
- 2018 : Seven Senses of the Reunion